# 新楼 (斯特拉斯堡)
新楼（德语：Neubau，法语：Neue Bau）是法国大东部大区下莱茵省斯特拉斯堡的一座历史建筑，位于市中心大岛的谷登堡广场（Place Gutenberg）10号。1995年公布为法国历史遗迹。
新楼是斯特拉斯堡最具代表性的文艺复兴建筑，因此也是老城区的主要地标。

## 历史
“新楼”最初并没有特定用途，只是为当时位于现在古腾堡广场的老行政大楼增加一些空间：市政厅（1781 年拆除）、法院（1800 年拆除）、铸币厂（1738 年拆除）。该建筑的新颖性还体现在其当时绝对现代的风格上，可能是来自瑞士的建筑师和艺术家的作品。三个楼层的壁柱，从上到下分别是托斯卡纳柱式、爱奥尼柱式和科林斯柱式。斯特拉斯堡的其他文艺复兴时期的市政建筑和宫殿，例如屠夫行会 “Grosse Metzig”（现在是斯特拉斯堡历史博物馆的所在地）或“Hôtel de Boecklinsau” 都是在新楼落成后的十年中建造或开始的。
1781年，中世纪建筑老市政厅被拆除，新楼成为斯特拉斯堡的新市政厅。法国大革命期间，新市政厅遭到洗劫，原来的设备全都消失。1792年它改为商会，1802年根据拿破仑的命令进行了翻新；因此，接待室现在展示的是巴洛克挂毯和19世纪早期的家具。1867年，建筑师 Eugène Petiti (1809–1883) 在建筑物的南侧增加了一条过道，完全复制了 1580 年代的风格。

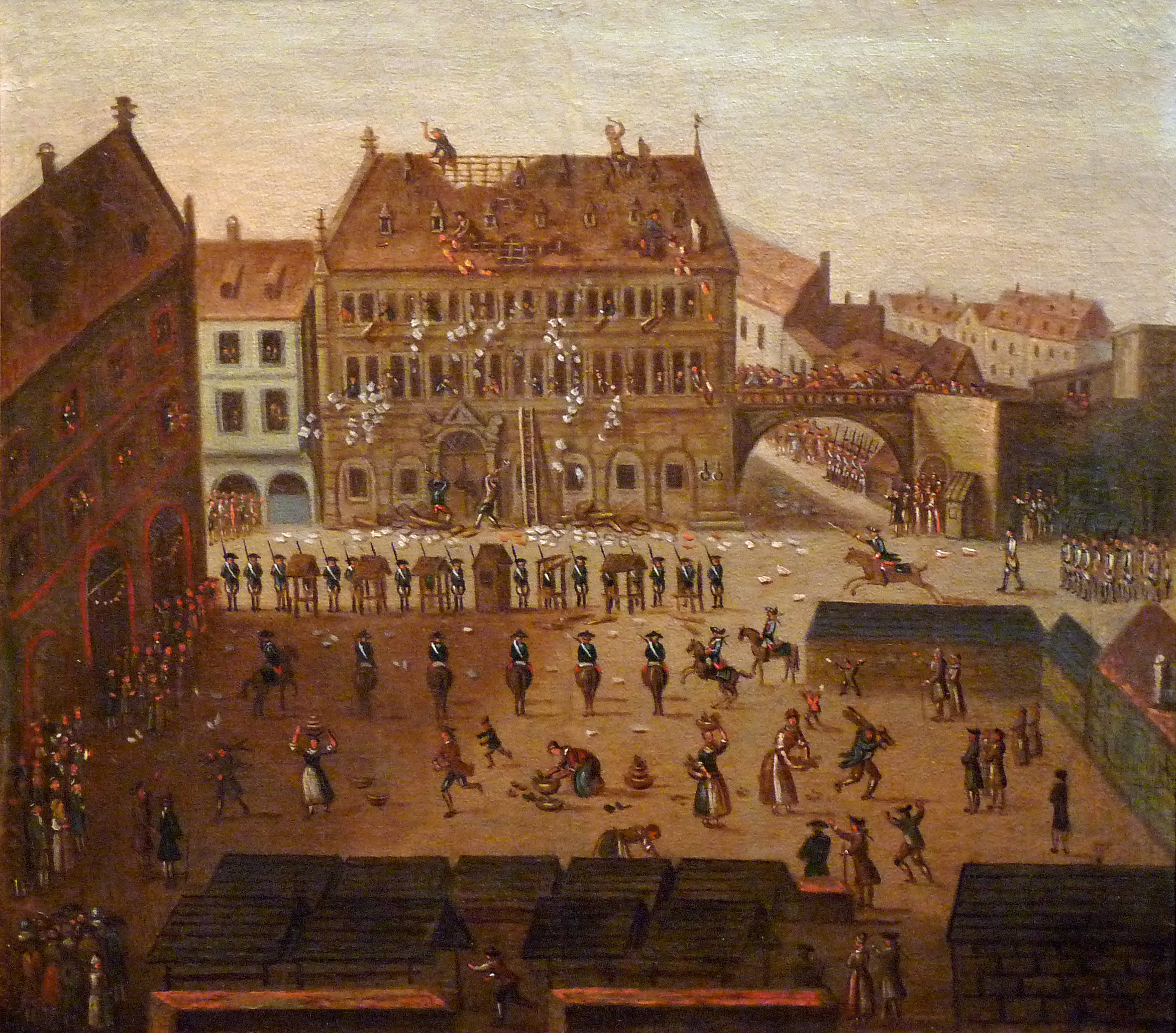
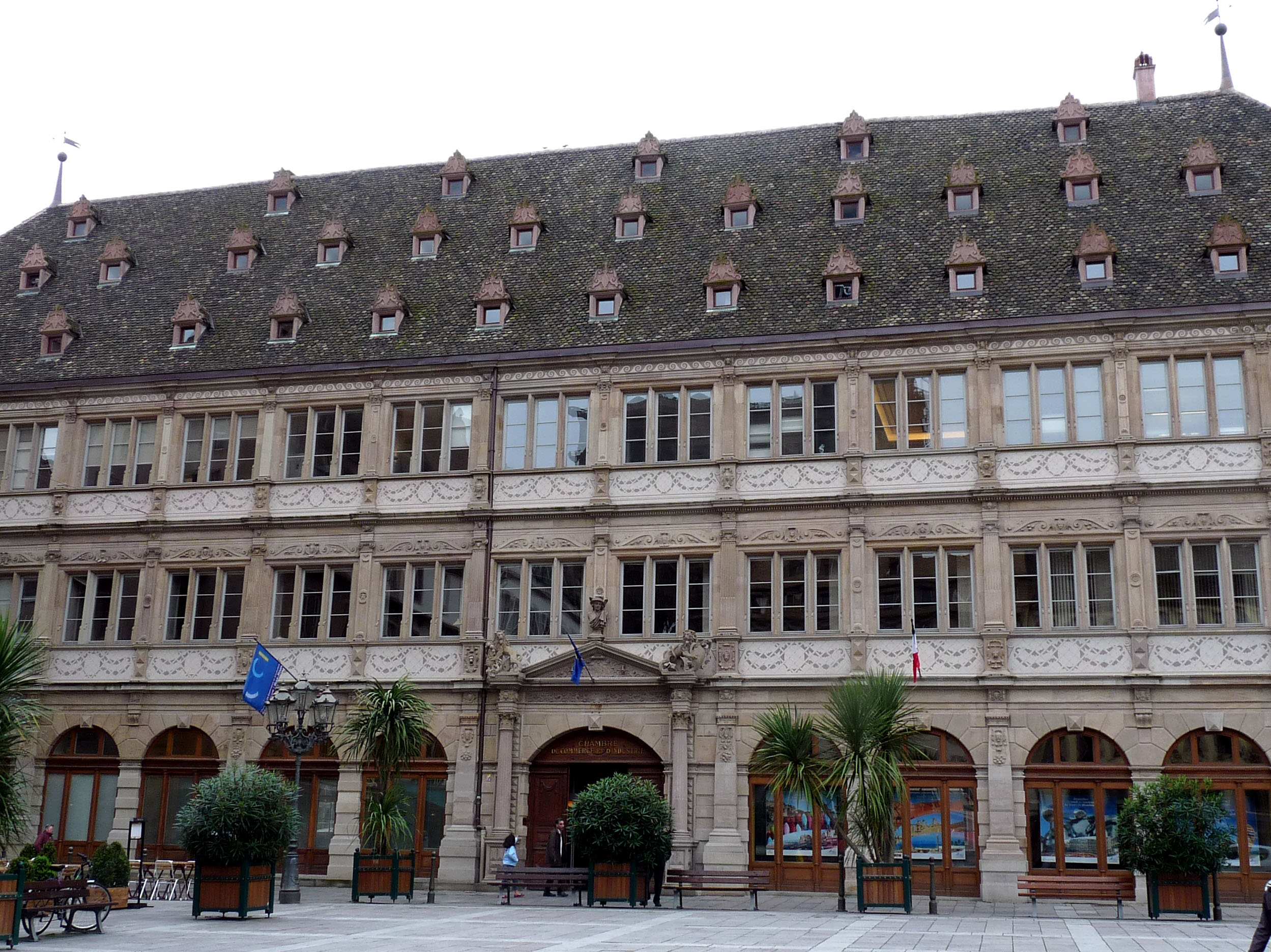
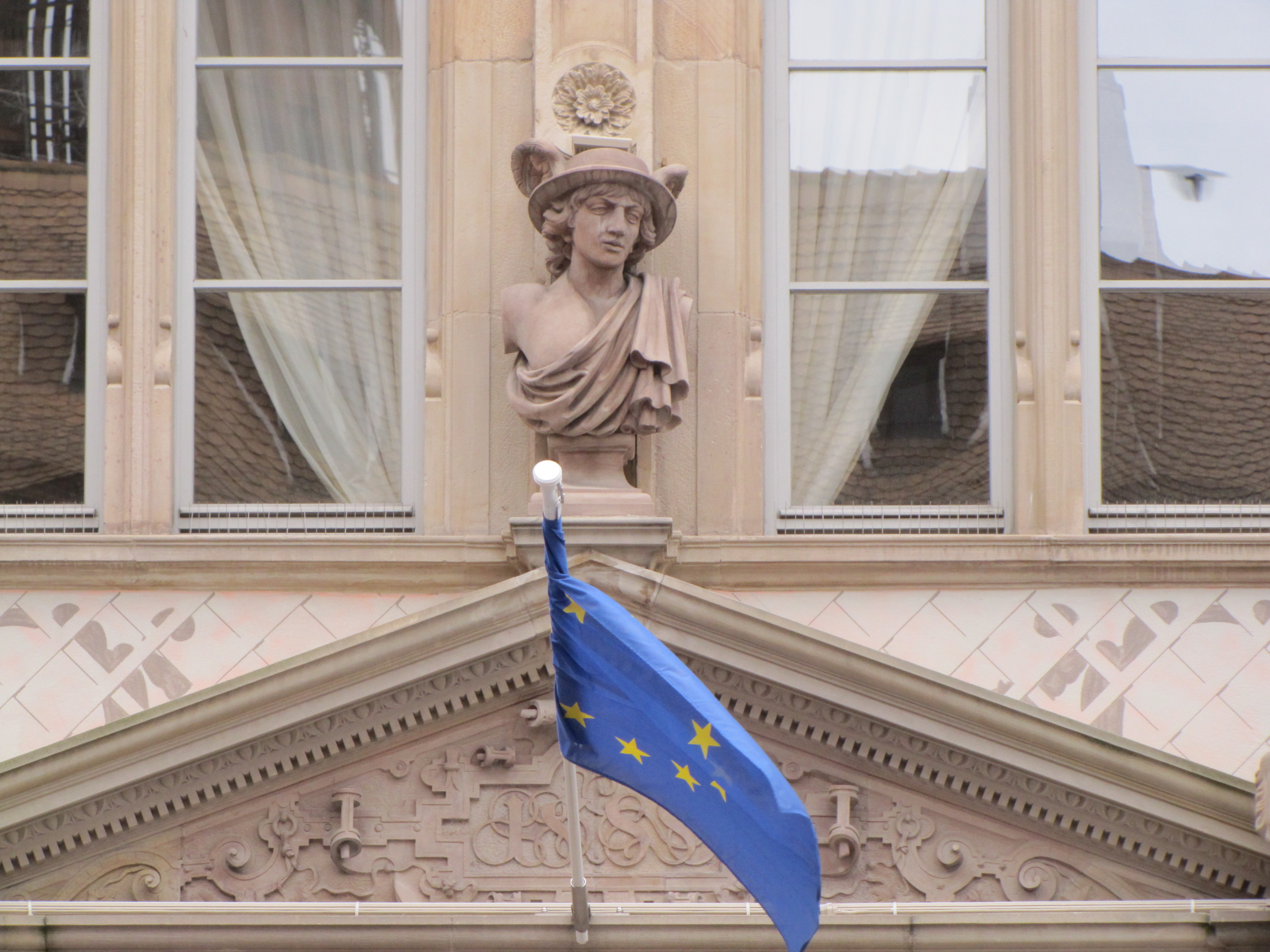
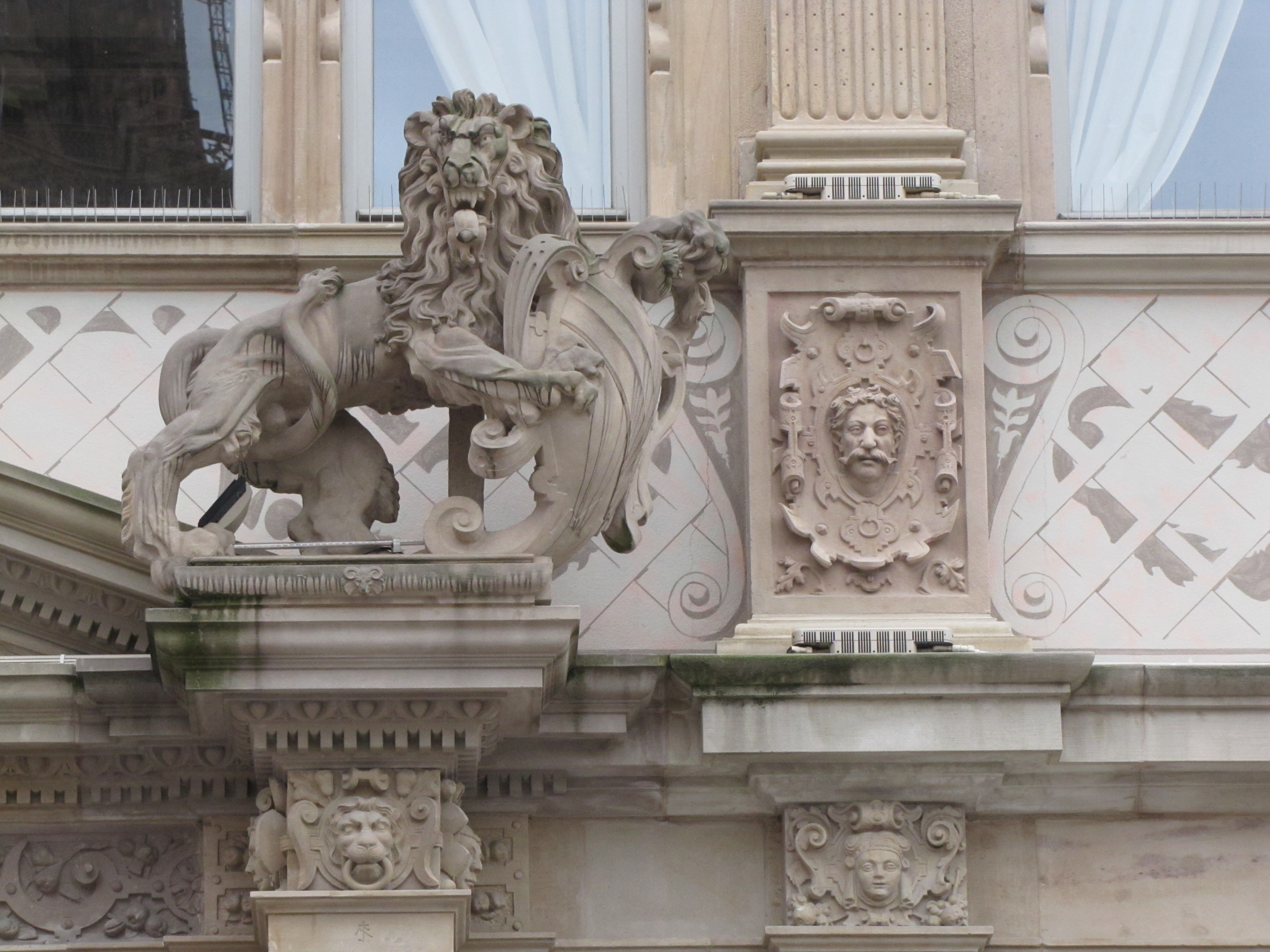
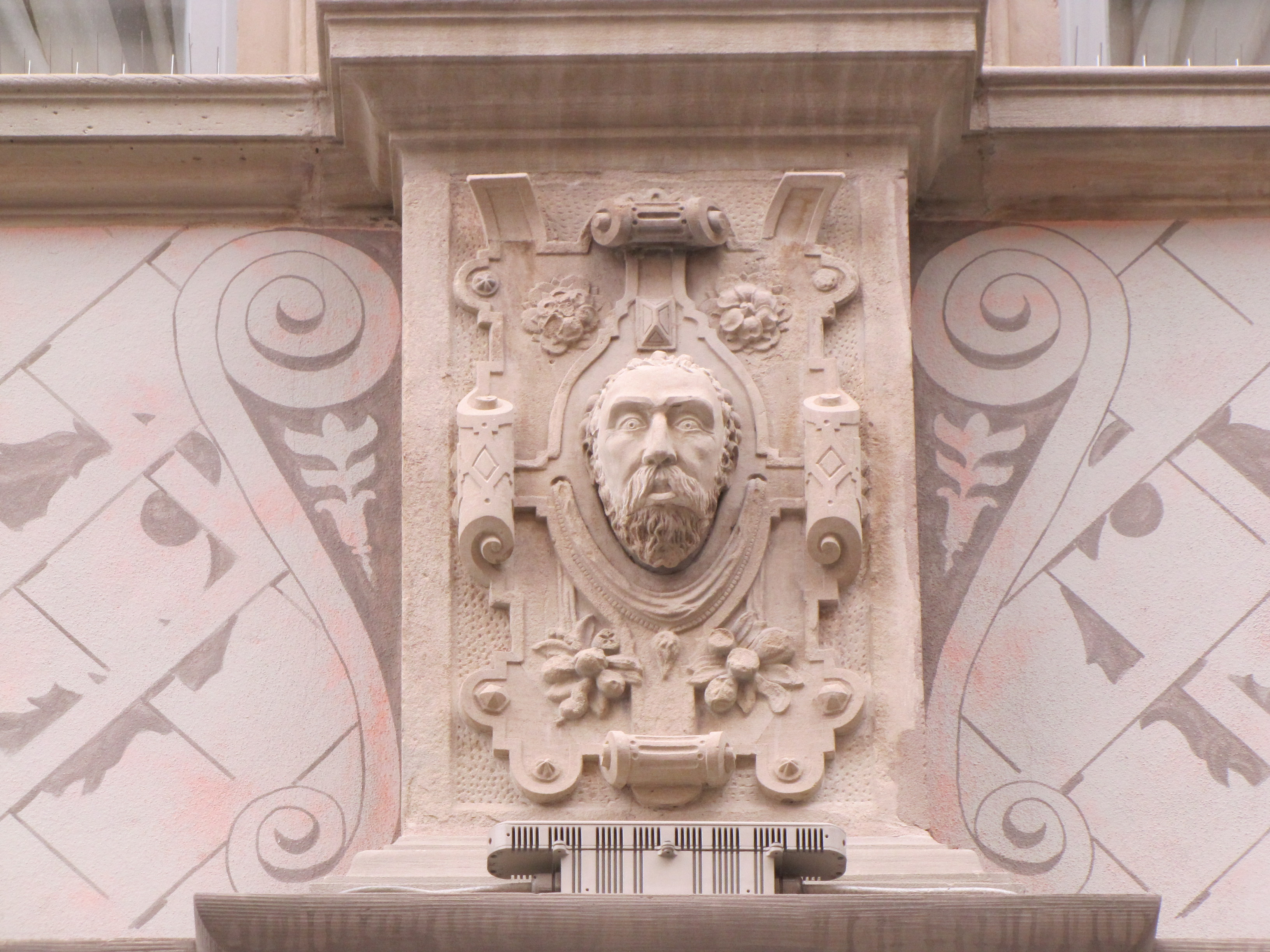
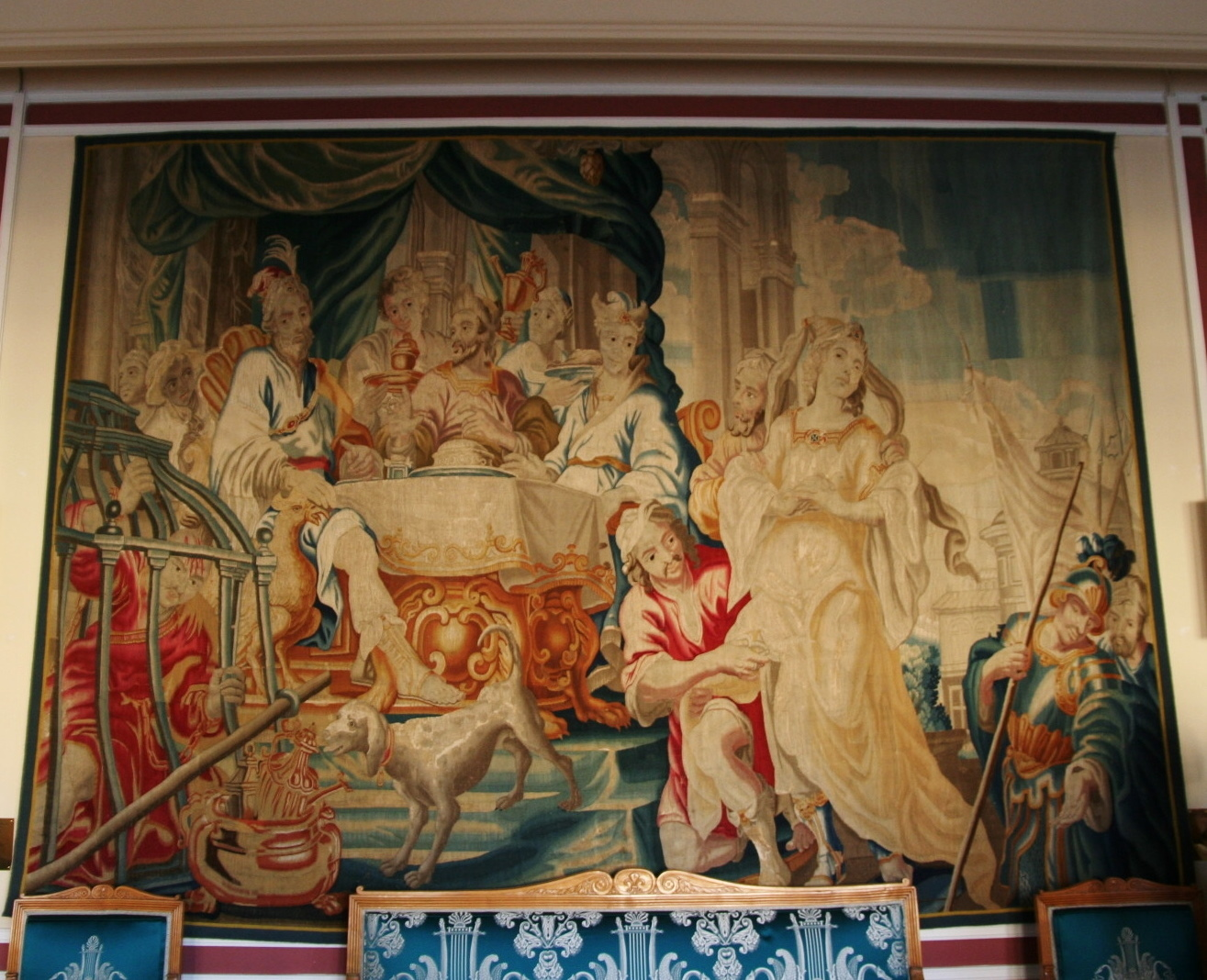

新楼在 2000 年代进行了全面翻新。